# Zentralgelenkachse

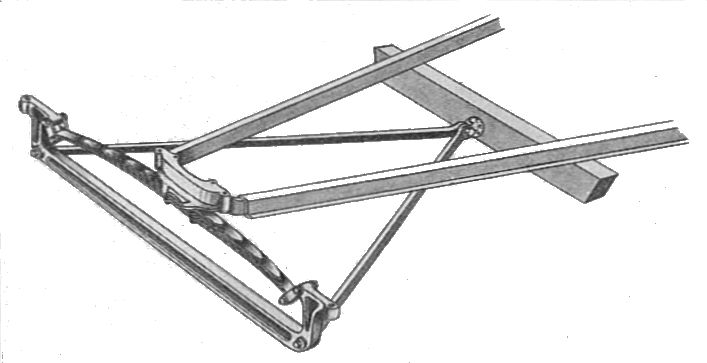
Zentralgelenkachse als nicht angetriebene vordere Achse;
hinter Starrachse („Faustachse“) eine schiebende V-förmige Deichsel mit zentralem Kugelgelenk an der Spitze

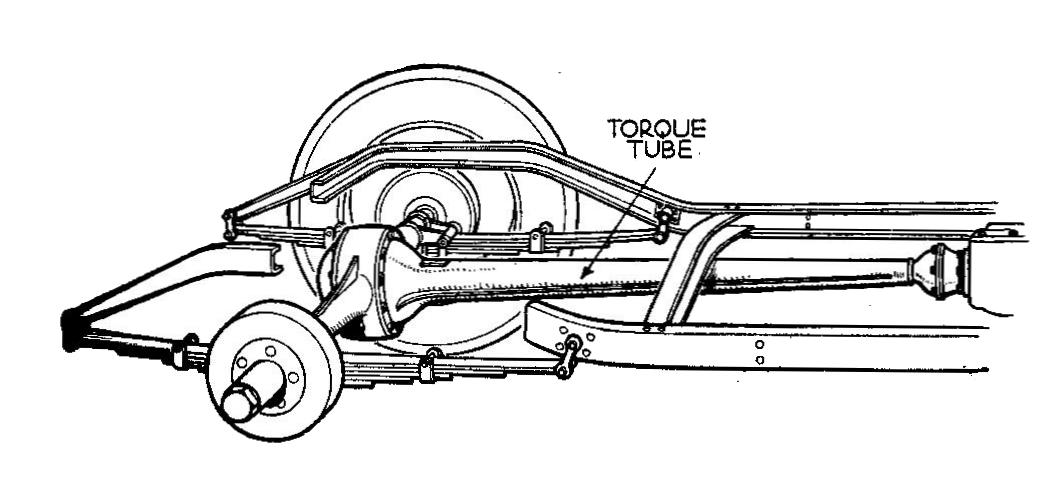
Zentralgelenkachse als angetriebene Hinterachse mit Rohrdeichsel (als Torque Tube bezeichnet), Innenteil des Kugelgelenks ist gleichzeitig Gehäuse des Kardangelenks (Außenteil nicht gezeichnet)

Die Zentralgelenkachse oder Deichselachse ist eine an Kraftfahrzeugen verwendete Starrachse, die über eine Deichsel und über ein Kugelgelenk mittig (zentral) mit dem Wagenkörper verbunden ist. Bei angetriebenen Hinterachsen ist die Deichsel meistens ein in der Achsmitte starr befestigtes Rohr, das die zum Differentialgetriebe führende Kardanwelle umschließt. Die Längskräfte werden allein über das Gelenk an der Deichsel abgestützt, zur Querführung dienen zusätzlich längs (Bild unten) oder quer (Bild oben) eingebaute Blattfedern, ein Panhardstab oder ein Wattgestänge. 
Zentralgelenkachsen waren bis zum Zweiten Weltkrieg weit verbreitet (Ford T und A vorn und hinten, Austin 7 vorn). Danach wurden sie weniger oft verwendet: in Personenautos von Peugeot (Peugeot 203 ff. bis Peugeot 504 L hinten)  und von Ford im „Buckeltaunus“ vorn; im Lastwagen Unimog und in Bussen von MAN.
Es gibt auch Zentralgelenkachsen, deren Achskörper im Bogen am Zentralgelenk vorbeigeführt ist, und die somit keine Deichsel haben. Panhard baute sie ab 1945 mit V-förmigen Achsrohr und Saab ab 1955 mit U-förmigem, beide zusammen mit längs eingebauten Lenkern. 
Bei der von Fiat ab 1986 verwendeten, nicht angetriebenen Hinterachse (Omegaachse) war das Achsrohr nach vorne bis zum Zentrallager gekröpft. Die Lenker waren leicht schräg gestellt. 
Bei der De-Dion-Achse des über die Hinterräder angetriebenen Smart umschließt das U-förmige Achsrohr die Antriebseinheit aus Motor, Schalt- und Differentialgetriebe. Die Seitenkräfte werden über das vor und über dem Motor sitzende Zentralgelenk und zwei Querlenker abgestützt, wodurch die Achsführung kinematisch überbestimmt ist. Weiche Gummilager und die elastische Deformation des Achsrohrs gleichen den veränderlichen Abstand zwischen den Aufhängungspunkten aus.

## Zentralgelenkachse bei Opel
Bei der von Opel Zentralgelenkachse genannten Version ist das Zentralgelenk in Fahrtrichtung verschiebbar, wodurch die Funktion der Längsführung anfangs von längs liegenden Blattfedern (Opel Kadett bis 1967) übernommen wurde und später von Längslenkern. Statt der Blattfedern wurden Schraubenfedern eingebaut. 
Die Konstruktion wurde bis 1988 in vielen Opel-Modellen mit Hinterradantrieb verwendet – zuerst 1962 im Kadett A. Der Opel Kadett C („T-Car“) wurde vom General Motors mit dieser Achse auf allen Kontinenten außer Afrika produziert. Letztes Opel-Modell mit dieser Zentralgelenkachs-Variante in Deutschland war der bis 1988 gebaute Opel Manta B. 
Diese Bauart (mit Wattgestänge statt Panhardstab) findet sich auch im Rover SD1. Das Gelenk ist leicht nach unten und seitlich versetzt.